# Île Noire (îles Kerguelen)
Pour les articles homonymes, voir Île Noire.
L'île Noire est une île française de l'archipel des Kerguelen située au milieu du golfe du Morbihan (des îles Kerguelen) entre la péninsule Courbet et un ensemble d'îles de taille comparable.